# Pourtalesella carvalhoi
Pourtalesella carvalhoi is een mosdiertjessoort uit de familie van de Celleporidae. De wetenschappelijke naam van de soort is voor het eerst geldig gepubliceerd in 1937 door Marcus.